# Municipalité du district de Šilutė
La municipalité du district de Šilutė (en lituanien : Šilutės rajono savivaldybė) est l'une des 60 municipalités de Lituanie. Son chef-lieu est Šilutė.

## Seniūnijos de la municipalité du district de Šilutė
- Gardamo seniūnija (Gardamas)
- Juknaičių seniūnija (Juknaičiai)
- Katyčių seniūnija (Katyčiai)
- Kintų seniūnija (Kintai)
- Rusnės seniūnija (Rusnė)
- Saugų seniūnija (Saugos)
- Šilutės seniūnija (Šilutė)
- Švėkšnos seniūnija (Švėkšna)
- Usėnų seniūnija (Usėnai)
- Vainuto seniūnija (Vainutas)
- Žemaičių Naumiesčio seniūnija (Žemaičių Naumiestis)

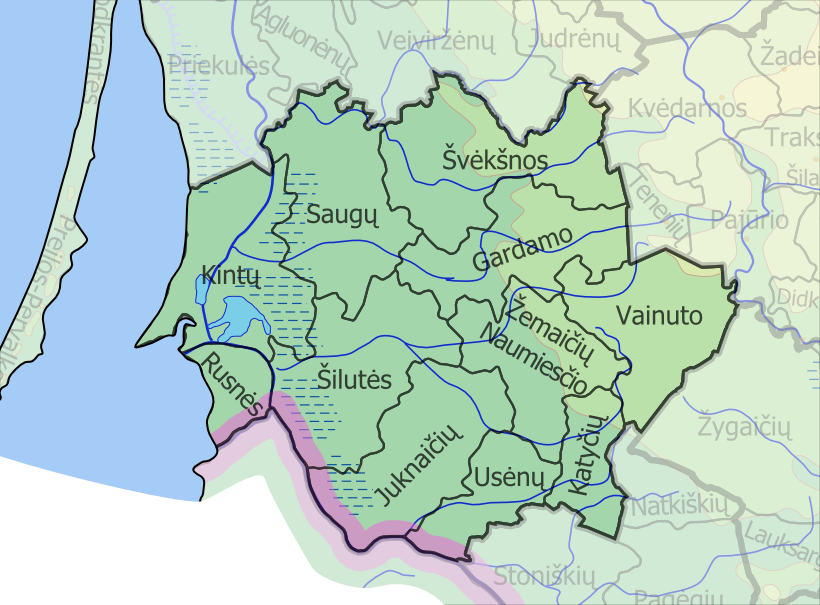
Seniūnijos de la municipalité du district de Šilutė